# وینس (تگزاس)
وینـــِس(به انگلیسی: Venus) شهری در ایالت تگزاس از ایالات جنوبی ایالات متحده آمریکا است. در سرشماری سال ۲۰۰۰، جمعیت این شهر ۲۴۲۶ نفر اعلام شد.
نام اصلی این محل گاسیپ بود و تا دهه ۱۸۸۰ که شهرسازی آن آغاز شد همین نام را بر خود داشت.